# Gaston Burssens
Gaston Karel Mathilde Burssens (Dendermonde, 18 februari 1896 – Antwerpen, 29 januari 1965) was een Belgisch expressionistisch dichter.
Hij was lid van het activisme en studeerde aan de door de Duitsers vernederlandste Gentse universiteit.

## Biografie
Burssens liep school aan het atheneum van Mechelen. Daar kreeg hij les van Maurits Sabbe, die Vlaamsgezind was, maar wel een passivist tijdens de Eerste Wereldoorlog. Burssens koos voor het activisme en schreef zich voor het academiejaar 1916-17 in voor de opleiding Germaanse filologie aan de Gentse universiteit. Net als bij Paul van Ostaijen evolueerde Burssens' werk in de jaren twintig van humanitair expressionisme tot een meer organisch expressionisme. Muzikaliteit stond vanaf toen centraal in zijn poëtica. Burssens gaf Van Ostaijens onuitgegeven gedichten uit na diens dood.
Burssens kreeg tweemaal de Driejaarlijkse Prijs voor Poëzie (1950-52 en 1956-58). Hij is begraven op het Schoonselhof.

## Postuum
In maart 2002 verscheen een geheel aan Burssens gewijd nummer van Boelvaar poef, het tijdschrift van het Louis Paul Boongenootschap, inclusief een editie van Burssens' briefwisseling met schrijver Louis Paul Boon.

## Bibliografie

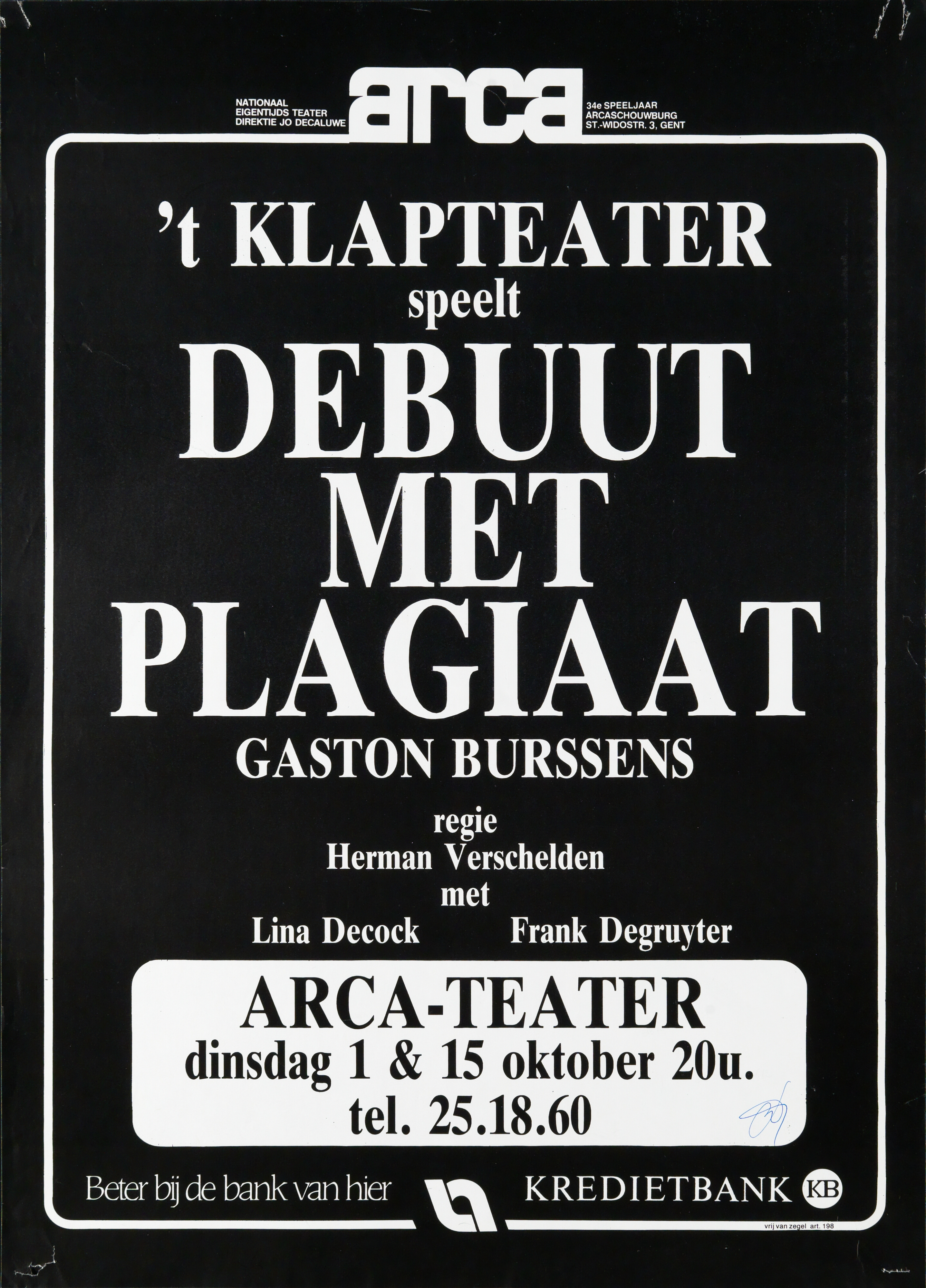
Poster van het toneelgezelschap 't Klapteater die het stuk Debuut met plagiaat van Gaston Burssens speelt in 1983.